# 河合祥一郎
河合 祥一郎（かわい しょういちろう、1960年7月6日 - ）は、日本の英文学者、翻訳家。東京大学大学院総合文化研究科教授（表象文化論）。専門はウィリアム・シェイクスピア。

## 人物
福井県生まれ。1979年私立武蔵高等学校卒業、1984年東京大学文学部英文科卒業。1987年同大学大学院人文社会系研究科修士課程修了。1994年東大教養学部専任講師、1996年助教授。1997年、東京大学より博士（文学）の学位を取得。1999年、Ph.D（ケンブリッジ大学）。ケンブリッジ大学博士論文は『ハムレットは太っていた！』として公刊された。2001年同著でサントリー学芸賞受賞。2007年准教授、2011年2月教授。
義父の高橋康也も英文学者で東大名誉教授、また祖母の大叔父はシェイクスピア戯曲を初めて全訳した坪内逍遥である。父は四国財務局長や名古屋証券取引所理事長を務めた河合一郎。
角川文庫でシェイクスピア戯曲・新訳を刊行中。『ハムレット』の翻訳では、有名だが実は誰も翻訳で使ったことのない「生きるべきか、死ぬべきか、それが問題だ」を用いた。また、シェイクスピアに関する初期の言及として有名なロバート・グリーンの「成り上がりもののカラス」を、シェイクスピアではなく俳優ジェイムズ・アレンのことだと論じて論争となった。また、シェイクスピア全作品上演を目標に掲げる彩の国シェイクスピア・シリーズの企画委員長を務める。
2008年、『リチャード三世』を狂言化した『国盗人』を書き、野村萬斎が主演・演出した。
2014年に「Kawai Project」（カワイ プロジェクト）を立ち上げ、新訳・演出を担当した舞台の上演を行っている。

## 主な著作

### 単著
- 『謎解き「ハムレット」 名作のあかし』（三陸書房） 2000。ちくま学芸文庫 2016
- 『ハムレットは太っていた!』（白水社） 2001
- 『「ロミオとジュリエット」恋におちる演劇術』（みすず書房） 2005
- 『シェイクスピアの男と女』（中央公論新社、中公叢書） 2006
- 『謎ときシェイクスピア』（新潮社、新潮選書） 2008。改題『シェイクスピアの正体』（新潮文庫） 2016
- 『国盗人』（白水社） 2009
- 『あらすじで読むシェイクスピア全作品』（祥伝社新書） 2013
- 『100分de名著 シェイクスピア ハムレット』（NHK出版、2014年12月分放送テキスト）
  - 『シェイクスピア ハムレット 悩みを乗り越えて悟りへ』（NHK出版、「100分de名著」ブックス） 2022
- 『シェイクスピア 人生劇場の達人』（中公新書） 2016
- 『心を支えるシェイクスピアの言葉』（あさ出版） 2020

### 編著・共著
- 『シェイクスピアへの架け橋』（高田康成・野田学共訳、東京大学出版会） 1998
- 『ハムレット』（編注、高橋康也共訳、大修館書店、大修館シェイクスピア双書） 2001
- 『シェイクスピアは誘う 名せりふに学ぶ人生の知恵』（編著、小学館） 2004
- 『シェイクスピア・ハンドブック』（小林章夫共編著、三省堂） 2010
- 『幽霊学入門』（編著、新書館） 2010
- 『こんなに面白かった「シェイクスピア」』（監修、PHP文庫） 2014
- 『ヘンリー四世 第一部 / 第二部』（編注、大修館書店、大修館シェイクスピア双書） 2022

## 翻訳
- 『絵で見るシェイクスピアの舞台』（C・ウォルター・ホッジズ、研究社出版） 2000
- 『ピーター・ブルック回想録』（ピーター・ブルック、白水社） 2000
- 『ガートルードとクローディアス』（ジョン・アップダイク、白水社） 2002
- 『シェイクスピアの驚異の成功物語』（スティーヴン・グリーンブラット、白水社） 2006
- 『シェイクスピアと大英帝国の幕開け』（フランク・カーモード、吉澤康子共訳、ランダムハウス講談社） 2008
- 『シェイクスピア伝』（ピーター・アクロイド、酒井もえ共訳、白水社） 2008
- 『不思議の国のアリス』（ルイス・キャロル、角川文庫） 2010
- 『鏡の国のアリス』（ルイス・キャロル、角川文庫） 2010
- 『もし、シェイクスピアがスター・ウォーズを書いたら まこと新たなる希望なり』（イアン・ドースチャー、ジョージ・ルーカス原作、講談社） 2015
- 『オイディプス王』（ソポクレス、光文社古典新訳文庫） 2017
- 『『リア王』の時代　一六〇六年のシェイクスピア』（ジェイムズ・シャピロ、白水社） 2018.2
- 『暴君 シェイクスピアの政治学』（スティーブン・グリーンブラット、岩波新書） 2020.9
- 『若い読者のための文学史』（ジョン・サザーランド 、すばる舎） 2020.12
- 『人間のしがらみ』上・下（サマセット・モーム、光文社古典新訳文庫） 2022.2
- 『黒猫 ポー傑作選1 ゴシックホラー編』（エドガー・アラン・ポー、角川文庫）  2022.2
- 『モルグ街の殺人 ポー傑作選2 怪奇ミステリー編』（エドガー・アラン・ポー、角川文庫） 2022.3
- 『Xだらけの社説 ポー傑作選3 ブラックユーモア編』（エドガー・アラン・ポー、角川文庫） 2023.3
- 『金より価値ある時間の使い方』（アーノルド・ベネット、角川文庫） 2023.12
- 『新訳 サロメ』（オスカー・ワイルド、角川文庫） 2024.5
- 『ドリアン・グレイの肖像』（オスカー・ワイルド、角川文庫） 2024.8

### シェイクスピア
- 『新訳 ハムレット』（シェイクスピア、角川文庫） 2003、増訂 2024.9
- 『エドワード三世』（シェイクスピア、白水社） 2004
- 『二人の貴公子』（シェイクスピア&ジョン・フレッチャー、白水社） 2004
- 『新訳 ヴェニスの商人』（シェイクスピア、角川文庫） 2005
- 『新訳 ロミオとジュリエット』（シェイクスピア、角川文庫） 2005。角川つばさ文庫 2019.2
- 『新訳 リチャード三世』（シェイクスピア、角川文庫） 2007
- 『新訳 マクベス』（シェイクスピア、角川文庫） 2009
- 『新訳 十二夜』（シェイクスピア、角川文庫） 2011
- 『新訳 夏の夜の夢』（シェイクスピア、角川文庫） 2013
- 『新訳 から騒ぎ』（シェイクスピア、角川文庫） 2015
- 『新訳 まちがいの喜劇』（シェイクスピア、角川文庫） 2017
- 『新訳 オセロー』（シェイクスピア、角川文庫） 2018.7
- 『新訳 お気に召すまま』（シェイクスピア、角川文庫） 2018.8
- 『新訳 アテネのタイモン』（シェイクスピア、角川文庫） 2019.10
- 『新訳 リア王の悲劇』（シェイクスピア、角川文庫） 2020.10
- 『新訳 ジュリアス・シーザー』（シェイクスピア、角川文庫） 2023.6
- 『新訳 テンペスト』（シェイクスピア、角川文庫） 2024.2

## ジュブナイル（年少者向け）翻訳
- 『新訳 ふしぎの国のアリス』（ルイス・キャロル、角川つばさ文庫） 2010
- 『新訳 かがみの国のアリス』（ルイス・キャロル、角川つばさ文庫） 2010
- 『新訳 ピーター・パン』（J・M・バリー、角川つばさ文庫） 2013
- 『新訳 赤毛のアン 完全版』上・下（L・M・モンゴメリ、角川つばさ文庫） 2014
  - 『新訳 アンの青春』（モンゴメリ、角川つばさ文庫） 2015
  - 『新訳 アンの初恋』（モンゴメリ、角川つばさ文庫） 2021
- 『ナルニア国物語』全7巻（C・S・ルイス、角川つばさ文庫） 2017 - 2021。新版（角川文庫） 2020 - 2023
- 『見つけ隊と燃える小屋のなぞ』（イーニッド・ブライトン、早川書房ハヤカワ・ジュニア・ミステリ） 2021
- 『ブラウンストーンいちぞくのぼうけん』4巻目まで（ジョー・トッド＝スタントン、すばる舎） 2022.7 - 2022.10

### 「ドリトル先生」シリーズ
- 『新訳 ドリトル先生アフリカへ行く』（ヒュー・ロフティング、角川つばさ文庫） 2011。各・新版（角川文庫） 2020（以下略）
- 『新訳 ドリトル先生航海記』（ロフティング、角川つばさ文庫） 2011。のち角川文庫
- 『新訳 ドリトル先生の郵便局』（ロフティング、角川つばさ文庫） 2011、のち角川文庫
- 『新訳 ドリトル先生のサーカス』（ロフティング、角川つばさ文庫） 2012、のち角川文庫
- 『新訳 ドリトル先生のキャラバン』（ロフティング、角川つばさ文庫） 2012、のち角川文庫
- 『新訳 ドリトル先生の動物園』（ロフティング、角川つばさ文庫） 2012、のち角川文庫
- 『新訳 ドリトル先生と月からの使い』（ロフティング、角川つばさ文庫） 2013、のち角川文庫
- 『新訳 ドリトル先生の月旅行』（ロフティング、角川つばさ文庫） 2013、のち角川文庫
- 『新訳 ドリトル先生月から帰る』（ロフティング、角川つばさ文庫） 2013、のち角川文庫
- 『新訳 ドリトル先生と秘密の湖』上・下（ロフティング、角川つばさ文庫） 2014、のち角川文庫

## 主な舞台作品
※記載のない限り、新訳・演出を担当。
Kawai Project
- から騒ぎ（2014年）
- まちがいの喜劇（2016年）
- ゴドーを待ちながら（2016年）

## 出演

### テレビ
- いまこそ、シェイクスピア（2021年5月15日、NHK BSP）[2]

## 参考
- https://jglobal.jst.go.jp/detail?JGLOBAL_ID=200901021003480629&q=%E6%B2%B3%E5%90%88%E7%A5%A5%E4%B8%80%E9%83%8E&t=1
- 「ハムレットは太っていた！」あとがき
- 小谷野敦『日本の有名一族』幻冬舎新書